# Var mig nådig
Var mig nådig är en psalm med text ur Psalm 51. Musiken är från den 2:a psalmtonen.

## Publicerad som
- Nr 909 i Psalmer i 90-talet under rubriken "Psaltarpsalmer och Cantica".